# Patricia Arquette
Patricia T. Arquette (Chicago, 8 april 1968) is een Amerikaans televisie- en filmactrice. Ze won in 2005 een Emmy Award voor haar rol in Medium en werd voor diezelfde rol in zowel 2006, 2007 als 2008 genomineerd voor onder meer een Golden Globe. Arquette won in 2015 een Oscar voor beste vrouwelijke bijrol voor haar prestaties in de film Boyhood.

## Biografie
Arquette komt uit een familie van acteurs. Haar vader is acteur Lewis Arquette en haar grootvader is komiek Cliff Arquette, in de Verenigde Staten vooral bekend geworden door het personage Charlie Weaver uit de komische quiz Hollywood Squares. Ook haar oudere zus Rosanna en haar drie broers Alexis, Richmond en David Arquette zijn acteurs. Moeder Mardi is geen actrice.

### Carrière
In 1987 speelde ze haar eerste filmrol in de film Pretty Smart. Haar eerste hoofdrol kwam later dat jaar in A Nightmare On Elm Street 3. In de jaren negentig kwam haar carrière van de grond. Voor haar rol als doof epileptisch meisje in de televisiefilm Wildflower uit 1991 kreeg ze een CableACE award. In 1993 was ze te zien in films als Ethan Frome en True Romance, en het jaar daarop als de tweede vrouw van Ed Wood in de gelijknamige film van Tim Burton. In 1995 kreeg ze veelvuldig de aandacht door haar rol in Beyond Rangoon en door haar huwelijk met filmster Nicolas Cage.
Latere films zijn onder andere Flirting with Disaster met Ben Stiller, Lost Highway van David Lynch, de western The Hi-Lo Country en Stigmata. Ook was ze te zien in de videoclip van het nummer "Like a Rolling Stone" van de Rolling Stones. In Bringing Out the Dead uit 1999 van Martin Scorsese speelt ze naast haar toenmalige man Nicolas Cage. Na enkele zwaardere rollen speelde ze in 2000 in de komedie Little Nicky het meisje waar de slungelige zoon van de duivel, gespeeld door Adam Sandler, een oogje op heeft. Het jaar daarop speelde ze in Human Nature, het filmdebuut van videoclipregisseur Michel Gondry, naar een script van Charlie Kaufman. Ze speelde hierin een vrouw waarvan het lichaam is bedekt met een vacht. Ook begon ze in 2002 aan de film Boyhood, die uiteindelijk in 2012 zou worden afgerond.
In 2005 maakte ze de overstap naar de televisie. In de NBC-serie Medium speelt ze de rol van Allison DuBois, een medium dat haar gaven gebruikt om misdaden op te lossen. Voor haar rol kreeg ze een Emmy Award voor beste actrice in 2005.

### Persoonlijk leven
Arquette was getrouwd met Nicolas Cage van 8 april 1995 tot 18 mei 2001. In augustus 2002 verloofde ze zich met acteur Thomas Jane. Het paar trouwde op 25 juni 2006 in het Palazzo Contarini te Venetië en scheidde in 2011. Ze hebben samen een dochter, geboren op 20 februari 2003. Arquette heeft ook een zoon, geboren in 1989 uit haar relatie met muzikant Paul Rossi.
In 1997 overleed haar moeder aan borstkanker. Sindsdien vraagt Arquette op verscheidene manieren aandacht voor de ziekte. Ze heeft meegedaan aan de Race for the Cure, een jaarlijkse benefietloop ten bate van een stichting tegen borstkanker, en was in 1999 woordvoerder van de Lee National Denim Day.